# Mount Wudinna
Il Mount Wudinna è un monte situato nelle vicinanze del paesino di Wudinna, nell'Australia Meridionale, a circa 350 chilometri a nord-ovest 
di Adelaide, la capitale dello Stato.

## Caratteristiche
Viene ritenuto da alcuni il secondo più grande monolito dell'Australia dopo l'Uluṟu (per altri il secondo posto spetta alla Bald Rock) seguito dalla Kokerbin Rock.
Il monolito si innalza fino a 253 m sul livello del mare e 98 m rispetto al livello del terreno circostante. La larghezza alla base è 20 km. L'area intorno al Monte Wudinna è abbastanza poco popolata, con meno di due abitanti per chilometro quadrato. La principale comunità più vicina è Wudinna, circa 11 chilometri a sud-ovest del Monte Wudinna.
L'area intorno al Monte Wudinna è prevalentemente agricola. La piovosità media annua è di 432 millimetri. Il mese più piovoso è giugno, con 81 mm di precipitazioni in media, mentre il più secco è ottobre, con 9 mm di precipitazioni.
Il Monte Wudinna è inserito nel South Australian Heritage Register, il registro dei patrimoni culturali dell'Australia Meridionale.